# Those Dancing Days
Those Dancing Days war eine Indie-Pop-Band aus Stockholm in Schweden mit fünf weiblichen Mitgliedern. Die Band war beim englischen Independent-Label Wichita Recordings unter Vertrag.

## Geschichte
Die Band Those Dancing Days wurde 2005 gegründet. Der Bandname wurde in Anlehnung an das Lied Dancing Days von Led Zeppelin gewählt. In der Anfangsphase beschränkte sich die Veröffentlichung von Musikstücken auf das Einstellen bei MySpace. Bei den MTV Europe Music Awards wurde die Gruppe 2007 in der Kategorie Best Swedish Act nominiert, ohne bis dahin eine einzige Single verkauft zu haben. Die erste Single wurde im Oktober 2007 veröffentlicht, 2008 ihr erstes Album. Konzerte in Deutschland fanden in Berlin und Köln statt.
Ihr zweites Studioalbum Daydreams & Nightmares erschien am 7. März 2011.
Mitte 2011 trennte sich die Band, drei Mitglieder gründeten eine neue Band unter dem Namen Vulkano.

## Diskografie

### Alben
- 2008: In Our Space Hero Suits
- 2011: Daydreams & Nightmares

### EPs
- 2008: Those Dancing Days

### Singles
- 2007: Those Dancing Days
- 2008: Hitten
- 2008: Run Run
- 2008: I Know Where You Live
- 2010: Fuckarias
- 2011: Reaching Forward
- 2011: I’ll Be Yours
- 2011: Can’t Find Entrance
- 2011: Help Me Close My Eyes